# Moulay Bouzarqtoune
Moulay Bouzarqtoune (franska: Moulay Bouzarqtoune (CR), Moulay Bouzarqtoune (Commune Rurale), arabiska: المواريد) är en kommun i Marocko.   Den ligger i provinsen Essaouira och regionen Marrakech-Safi, i den nordvästra delen av landet, 400 km sydväst om huvudstaden Rabat. Antalet invånare är 5 969.